# Chiesa di Santa Maria in Via Lata (Genova)
La chiesa di Santa Maria in Via Lata, già abbazia della famiglia Fieschi, è un ex edificio religioso di Genova, situato nell'omonima salita nel quartiere di Carignano. Attualmente ospita un laboratorio di restauro.

## Storia
Nel suo testamento il cardinale Luca Fieschi, morto nel 1336, destinava il suo patrimonio alla costruzione di una chiesa, dedicata al suo titolo cardinalizio di "Santa Maria in Via Lata", legato all'omonima basilica romana.
La chiesa, costruita nel 1340 in forme romanico-gotiche, divenne il nucleo dell'insediamento dei Fieschi, che nel 1390 vi edificarono accanto un grande palazzo con annesso giardino, ampliato ed abbellito all'inizio del Cinquecento da un Sinibaldo Fieschi che vi realizzò anche un orto botanico. Nel palazzo soggiornarono illustri ospiti: nel 1502 re Luigi XII di Francia e nel 1538 il papa Paolo III e vi abitò per lungo tempo l'umanista Paolo Pansa.
Nella chiesa fu subito istituita una collegiata di dodici canonici.
A causa della fallita congiura di Gianluigi Fieschi ai danni di Andrea Doria, nel 1547 i Fieschi caddero in disgrazia e le loro proprietà sul colle di Carignano furono espropriate; il palazzo fu demolito per decreto del Senato; la chiesa fu risparmiata ma furono distrutte tutte le epigrafi e gli stemmi dei Fieschi. Cessata la collegiata nel 1550 per il venir meno della dotazione patrimoniale garantita dai Fieschi, la chiesa rimase comunque giuspatronato della famiglia genovese come commenda, titolo che si estinse solo nel 1858 con la morte dell'ultimo abate, il cardinale Adriano Fieschi.
L'interno fu trasformato in epoca barocca; nel 1858 la chiesa, sconsacrata, divenne sede di una fabbrica di mobili, l'anno seguente fu demolito il campanile. Nel 1911 fu acquistata dalla confraternita di sant'Antonio abate. Durante la seconda guerra mondiale venne gravemente danneggiata dal bombardamento del 7 agosto 1943, che lasciò in piedi solo i muri perimetrali; in questa circostanza furono distrutti parte dei dipinti e gli arredi della confraternita. La ricostruzione avviata nell'immediato dopoguerra dalla Sovrintendenza ai Beni Architettonici procedette a rilento e i lavori, dopo una lunga interruzione, furono portati a compimento solo negli anni ottanta. Benché la chiesa non sia più stata riaperta al culto, con l'ultima fase della ricostruzione ha ritrovato la sua dignità architettonica.

## Descrizione
La facciata è decorata a bande bianche e nere, tipiche dell'architettura romanico-gotica genovese del XIV secolo, realizzate alternando lastre di marmo bianco e ardesia. Il grande rosone centrale, il cui originale è stato distrutto dalle bombe, è stato ricostruito nel 1953. Il portone, di forma ogivale, è caratterizzato da una serie di tre colonnine a colori alternati bianchi e neri, ornate da capitelli scolpiti.
L'interno, a navata unica, ha una copertura a capriate in legno a vista, rifatta nel 1950, mentre l'abside, di forma quadrata, è sormontato da una volta a crociera. Il presbiterio è sopraelevato di un gradino e presenta la volta ribassata.
Nella chiesa, a causa delle vicissitudini storiche, non sono attualmente conservate opere d'arte significative, tranne alcuni affreschi del tardo Quattrocento nelle volte in muratura, raffiguranti i quattro evangelisti.